# New Yorker Übereinkommen über die Anerkennung und Vollstreckung ausländischer Schiedssprüche
Das New Yorker Übereinkommen über die Anerkennung und Vollstreckung ausländischer Schiedssprüche (englisch Convention on the Recognition and Enforcement of Foreign Arbitral Awards, NYC), kurz „New Yorker Übereinkommen“ bzw. „New York Convention“ ist das wichtigste internationale Übereinkommen in Fragen der Internationalen Handelsschiedsgerichtsbarkeit. Die unterzeichnenden Staaten verpflichten sich, privatrechtliche Schiedsvereinbarungen als Ausschluss des gerichtlichen Rechtswegs zu akzeptieren und Schiedssprüche von in anderen Staaten durchgeführten Schiedsverfahren anzuerkennen und zu vollstrecken.  Es wurde am 10. Juni 1958 unterzeichnet und ist am 7. Juni 1959 in Kraft getreten.

## Hintergrund
Die internationale Handelsschiedsgerichtsbarkeit (International Commercial Arbitration) ist ein populäres Mittel alternativer Streitbeilegung im internationalen Wirtschaftsverkehr. Sie bietet zum einen im Regelfall einen flexibleren Weg im Falle von Uneinigkeiten zu einer Lösung zu kommen als die herkömmliche staatliche Gerichtsbarkeit, bei der die Parteien nur begrenzt Einfluss auf das Verfahren ausüben können. Außerdem ermöglicht sie die Beilegung von grenzüberschreitenden Rechtsstreitigkeiten in einem neutralen Forum. Durch das New Yorker Übereinkommen ist auch die internationale Vollstreckung der so ergangenen Schiedssprüche möglich und häufig leichter erreichbar als bei ausländischen Gerichtsurteilen, deren Anerkennung zum Beispiel in Deutschland von der 
Verbürgung der Gegenseitigkeit abhängt, § 328 ZPO. Die Konvention kommt immer dann zum Tragen, wenn der Schuldner nicht freiwillig leistet und in dem Land, in dem der Schiedsspruch ergangen ist (am sogenannten Schiedsort), keine ausreichenden Vermögenswerte der unterlegenen Partei vorhanden sind, so dass im Ausland vollstreckt werden muss.

## Wesentlicher Inhalt
Das New Yorker Übereinkommen verpflichtet die Mitgliedstaaten einen in einem anderen Staat (nur soweit ein besonderer Vorbehalt geltend gemacht wird beschränkt sich dies auf andere Mitgliedsstaaten – im Normalfall werden auch Schiedssprüche aus Drittstaaten begünstigt) ergangenen Schiedsspruch als solchen anzuerkennen und durchzusetzen. Die Ausnahmen sind in Art. V des Übereinkommens abschließend aufgezählt:
- Nach dem auf sie anwendbaren Recht, war eine Partei geschäftsunfähig.
- Nach dem Recht des Staates, dem die Schiedsvereinbarung von den Parteien unterworfen wurde, oder nach dem Recht des Schiedsortes, war die Schiedsvereinbarung unwirksam.
- Einer Partei wurde kein hinreichendes rechtliches Gehör dadurch gewährt, dass sie nicht von der Benennung der Schiedsrichter oder der Durchführung des Verfahrens benachrichtigt wurde oder auf sonstige Art den Fall nicht vortragen konnte.
- Gegenstand des Schiedsspruchs war ein Sachverhalt, der nicht unter die Schiedsvereinbarung fiel
- Das Schiedsgericht war nicht vereinbarungsgemäß konstituiert bzw. in Ermangelung einer solchen Vereinbarung entgegen den Vorschriften am Schiedsort
- Der Schiedsspruch wurde am Schiedsort aufgehoben
- Der Gegenstand des Schiedsspruchs konnte nach dem Recht des Vollstreckungsstaates nicht durch Schiedsverfahren entschieden werden (fehlende Schiedsfähigkeit)
- Die Durchsetzung würde gegen den ordre public im Vollstreckungsstaat verstoßen.

## Vertragsstaaten
Es gibt 172 Vertragsstaaten (Stand Februar 2024): 169 Mitglieder der Vereinten Nationen (gesamt 193), außerdem die Cookinseln, der Heilige Stuhl und der Staat Palästina. Angegeben ist hier jeweils der Tag des Beitritts; in Kraft trat das Übereinkommen im betreffenden Land in der Regel etwa drei Monate später.
- Afghanistan, seit 30. November 2004
- Ägypten, seit 9. März 1959
- Albanien, seit 27. Juni 2001
- Algerien, seit 7. Februar 1989
- Andorra, seit 19. Juni 2015
- Angola, seit 6. März 2017
- Antigua und Barbuda, seit 2. Februar 1989
- Argentinien, seit 14. März 1989
- Armenien, seit 29. Dezember 1997
- Aserbaidschan, seit 29. Februar 2000
- Äthiopien, seit 24. August 2020
- Australien, seit 26. März 1975
- Bahamas, seit 20. Dezember 2006
- Bahrain, seit 6. April 1988
- Bangladesch, seit 6. Mai 1992
- Barbados, seit 16. März 1993
- Belgien, seit 18. August 1975
- Belize, seit 15. März 2021
- Benin, seit 16. Mai 1974
- Bhutan, seit 25. September 2014
- Bolivien, seit 28. April 1995
- Bosnien und Herzegowina, seit 1. September 1993
- Botswana, seit 20. Dezember 1971
- Brasilien, seit 7. Juni 2002
- Brunei, seit 25. Juli 1996
- Bulgarien, seit 10. Oktober 1961
- Burkina Faso, seit 23. März 1987
- Burundi, seit 23. Juni 2014
- Chile, seit 4. September 1975
- Cookinseln, seit 12. Januar 2009
- Costa Rica, seit 26. Oktober 1987
- Dänemark, seit 22. Dezember 1972
- Demokratische Republik Kongo, seit 5. November 2014
- Deutschland, seit 30. Juni 1961
- Dominica, seit 28. Oktober 1988
- Dominikanische Republik, seit 11. April 2002
- Dschibuti, seit 14. Juni 1983
- Ecuador, seit 3. Januar 1962
- El Salvador, seit 26. Februar 1998
- Elfenbeinküste, seit 1. Februar 1991
- Estland, seit 30. August 1993
- Fidschi, seit 27. September 2010
- Finnland, seit 19. Januar 1962
- Frankreich, seit 26. Juni 1959
- Gabun, seit 15. Dezember 2006
- Georgien, seit 2. Juni 1994
- Ghana, seit 9. April 1968
- Griechenland, seit 16. Juli 1962
- Guatemala, seit 21. März 1984
- Guinea, seit 23. Januar 1991
- Guyana, seit 25. September 2014
- Haiti, seit 5. Dezember 1983
- Heiliger Stuhl, seit 14. Mai 1975
- Honduras, seit 3. Oktober 2000
- Indien, seit 13. Juli 1960
- Indonesien, seit 7. Oktober 1981
- Irak, seit 11. November 2021
- Iran, seit 15. Oktober 2001
- Irland, seit 12. Mai 1981
- Island, seit 24. Januar 2002
- Israel, seit 5. Januar 1959
- Italien, seit 31. Januar 1969
- Jamaika, seit 10. Juli 2002
- Japan, seit 20. Juni 1961
- Jordanien, seit 15. November 1979
- Kambodscha, seit 5. Januar 1960
- Kamerun, seit 19. Februar 1988
- Kanada, seit 12. Mai 1986
- Kap Verde, seit 22. März 2018
- Kasachstan, seit 20. November 1995
- Katar, seit 30. Dezember 2002
- Kenia, seit 10. Februar 1989
- Kirgisistan, seit 18. Dezember 1996
- Kolumbien, seit 25. September 1979
- Komoren, seit 28. April 2015
- Kroatien, seit 26. Juli 1993
- Kuba, seit 30. Dezember 1974
- Kuwait, seit 28. April 1978
- Laos, seit 17. Juni 1998
- Lesotho, seit 13. Juni 1989
- Lettland, seit 14. April 1992
- Libanon, seit 11. August 1998
- Liberia, seit 16. September 2005
- Liechtenstein, seit 7. Juli 2011
- Litauen, seit 14. März 1995
- Luxemburg, seit 9. September 1983
- Madagaskar, seit 16. Juli 1962
- Malawi, seit 4. März 2021
- Malaysia, seit 5. November 1985
- Malediven, seit 17. September 2019
- Mali, seit 8. September 1994
- Malta, seit 22. Juni 2000
- Marokko, seit 12. Februar 1959
- Marshallinseln, seit 21. Dezember 2006
- Mauretanien, seit 30. Januar 1997
- Mauritius, seit 19. Juni 1996
- Mexiko, seit 14. April 1971
- Monaco, seit 2. Juni 1982
- Mongolei, seit 24. Oktober 1994
- Montenegro, seit 23. Oktober 2006
- Mosambik, seit 11. Juni 1998
- Myanmar, seit 16. April 2013
- Nepal, seit 4. März 1998
- Neuseeland, seit 6. Januar 1983
- Nicaragua, seit 24. September 2003
- Niederlande, seit 24. April 1964
- Niger, seit 14. Oktober 1964
- Nigeria, seit 17. März 1970
- Nordmazedonien, seit 10. März 1994
- Norwegen, seit 14. März 1961
- Oman, seit 25. Februar 1999
- Österreich, seit 2. Mai 1961
- Osttimor, seit 17. Januar 2023
- Pakistan, seit 14. Juli 2005
- Palau, seit 31. März 2020
- Panama, seit 10. Oktober 1984
- Papua-Neuguinea, seit 17. Juli 2019
- Paraguay, seit 8. Oktober 1997
- Peru, seit 7. Juli 1988
- Philippinen, seit 6. Juli 1967
- Polen, seit 3. Oktober 1961
- Portugal, seit 18. Oktober 1994
- Republik Moldau, seit 18. September 1998
- Republik Zypern, seit 29. Dezember 1980
- Ruanda, seit 31. Oktober 2008
- Rumänien, seit 13. September 1961
- Russland, seit 24. August 1960
- Sambia, seit 14. März 2002
- San Marino, seit 17. Mai 1979
- Saudi-Arabien, seit 19. April 1994
- São Tomé und Príncipe, seit 18. Februar 2013
- Schweden, seit 28. Januar 1972
- Schweiz, seit 1. Juni 1965
- Senegal, seit 17. Oktober 1994
- Serbien, seit 12. März 2001
- Seychellen, seit 3. Februar 2020
- Sierra Leone, seit 28. Oktober 2020
- Simbabwe, seit 29. September 1994
- Singapur, seit 21. August 1986
- Slowakei, seit 28. Mai 1993
- Slowenien, seit 6. Juli 1992
- Spanien, seit 12. Mai 1977
- Sri Lanka, seit 9. April 1962
- St. Vincent und die Grenadinen, seit 12. September 2000
- Staat Palästina, seit 2. Januar 2015
- Sudan, seit 26. März 2018
- Südafrika, seit 3. Mai 1976
- Südkorea, seit 8. Februar 1973
- Suriname, seit 10. November 2022
- Syrien, seit 9. März 1959
- Tadschikistan, seit 14. August 2012
- Tansania, seit 13. Oktober 1964
- Thailand, seit 21. Dezember 1959
- Tonga, seit 12. Juni 2020
- Trinidad und Tobago, seit 14. Februar 1966
- Tschechische Republik, seit 30. September 1993
- Tunesien, seit 17. Juli 1967
- Türkei, seit 2. Juli 1992
- Turkmenistan, seit 4. Mai 2022
- Uganda, seit 12. Februar 1992
- Ukraine, seit 10. Oktober 1960
- Ungarn, seit 5. März 1962
- Uruguay, seit 30. März 1983
- Usbekistan, seit 7. Februar 1996
- Venezuela, seit 8. Februar 1995
- Vereinigte Arabische Emirate, seit 21. August 2006
- Vereinigte Staaten, seit 30. September 1970
- Vereinigtes Königreich, seit 24. September 1975
- Vietnam, seit 12. September 1995
- Volksrepublik China, seit 22. Januar 1987
- Belarus, seit 15. November 1960 (bis 1991 als Weißrussische SSR)
- Zentralafrikanische Republik, seit 15. Oktober 1962